# Давид
Давид (јеврејски דוד драги, љубљени) је по Старом завету био краљ Израела. По предању био је наследник првог краља Израела Саула и владао је од 1005. п. н. е. до 965. п. н. е. Ујединио је дванаест племена Израела, а наследио га је син Соломон. Давиду такође приписује писање многих псалма.
Запамћен је као најправеднији од свих старих израелских краљева, као и велики војсковођа, музичар и песник. Према предању, Бог је изабрао Давида и дао му обећање да се његова лоза неће прекинути. Јевреји верују да ће Месија, што значи „помазаник“ (онај који је изабран за краља и помазањем посвећен за ту службу), бити директан потомак Давидов. Хришћански свети списи, посебно Нови завет, указују да је Исус директни Давидов потомак. Најстарији писани документ о Давиду, такозвани натпис Тел Дана, потиче из 9. века п. н. е. За јеврејску, хришћанску и исламску културу предање o Давиду има изузетну важност.

## Давид у Самуиловим књигама

### Млади Давид
Давид се родио у Витлејему као најмлађи син пастира Јесеја. Већ као дечака га је пророк и судија израелски Самуило на налог Божји помазао за краља. Давид је дошао на двор краља Саула који је био болестан (којег је Бог због греха Саулових ударио злим духом), те би Давид свирао харфом (ударао у гусле) и олакшао Саулово стање (отерао духа). Постао је миљеник Саулов и носио његово оружје.

### Давид и Голијат
У време владавине краља Саула Израелци су се бранили од војске Филистејаца. Давид, доносећи храну за своју старију браћу која су се борила на страни Саула, чуо је за Филистејског борца, дивовског Голијата. Голијат је изазивао Израелце да му покажу свог најбољег јунака како би видели ко је бољи у борби један на један, односно чији је Бог јачи, израелски или филистејски. Уплашени Голијатове висине и снаге, нико од Израелаца није хтео да пристане на двобој. Давид је, жудећи да брани име Божје, тврдио браћи да би могао поразити Голијата. Када је Саул чуо за ово, иако неверујући, пустио је Давида да изврши своју намеру. Давид је поразио Голијата једним хицем из своје праћке погодивши га у чело. Слављен међу Израелцима, Давид је пошао Саулу носећи му главу Голијата на што га овај упита чији је син, а Давид му одврати "Ја сам син Јесеја из Витлејема". Тиме ће почети и бројни сукоби између краља Саула и Давида као новог претендента на престо, до коначне Саулове погибије у борби с Филистејцима и Давидовог доласка на власт.

### Давид у прогнанству
На двору Сауловим Давид је брзо стекао Саулову љубомору, јесте се у разним бојевима показао већим јунаком од њега. Саул је покушавао да га убије, али је Давиду успело бекство уз помоћ своје супруге Михале и њеног брата Јонатана, обоје Саулова деца.
Давид је са својим присталицама био на бекству док га је Саул са 3.000 изабраних војника гонио по земљи. Сакривши се једном од Саула у пећинама Енгадским Саул је ушао у пећину ради природне потребе, међутим Давид га је поштедео и одсекао само скит од његовог плашта, што Саул није приметио. Ово је Давид показао Саулу испред пећине као доказ своје лојалности. Дубоко дирнут Саул је пророковао Давиду да ће бити краљ Израелу после њега и добио Давидову заклетву, да ће поштедети Саулов дом.
После је Давид служио Филистејцима у борби против бедуинских разбојника. Кад су Филистејци кренули поново на Израел одрекли су се Давидове помоћи, јер му нису веровали. Давид је са своје стране по други пут поштедео Саула, отећи тајно из Сауловог тавора Саулово копље и крчаг, демонстрирајући тиме поново своју верност али и надмоћ над Саулом.

### Давид као краљ
Саул је погинуо у борбама против Филистејаца. Са њим је страдао његов син и Давидов пријатељ Јонатан, за којег је Давид говорио да му је његова љубав вреднија од љубави жене. Пошто у дому Сауловом није било престолонаследника, Давид је у Хеброну крунисан за краља Јудеје. Овим почиње подела Израела на северно царство Израел и јужно царство Јудеја, које ће се тек после Давида и сина му Соломона показати. Уз промишљену политику Давид је везао северно царство за себе и постао краљ Израела. Давидова држава се тиме састављала од Израела и Јудеје, обоје везане за једног краља. Давид је затим освојио град Јевус или Салим, то јест Јерусалим, на међи Израела и Јудеје. Јерусалим није припадао територији 12 израелских племена те је био део краљеве домене. Са учвршћивањем своје владавине Давид је пренео ковчег завета, највећу светињу израелских племена, у Јерусалим, који је тиме постао нови политички и религиозни центар Израелаца. Водио је успешне ратове и наложио суседним државама од Дамаска и Моава до црвеног мора своју врховну власт. Филистејске градове међутим није успео да освоји.
У Јерусалиму за време војних похода против Амонићана Давид се заљубио у Витсавеју, супругу свог војсковође Урије Хетита. Да би се оженио њом наредио је свом братанцу, војсковођи Јоаву, да у боју Урију пошаљу у најтеже место у боју и да би погинуо. Давид је затим оженио Витсавеју, која је после Михале, Авигеје и Ахиноаме и других жена била његова осма супруга. Пророк Натан је претио Давиду Божјом казном и прво дете Давида са Витсавејом је умрло. И поред тог греха Давид је остао изабраник Божји, али му није било допуштено да изгради храм Божји; овај је изградио тек други син Давида и Витсавеје, Соломон.
Један други син Давидов, у ствари његов љубимац Авесалом, је покушавао да свргне оца што му је замало и успело. Авесалома је убио Јоав супротно Давидове наредбе, што је Давида сломило. Пре своје смрти Давида су наговорили Витсавеја и Натан да престо остави Соломону и не старијем сину Адонију те је Соломон помазан за краља.
Самуилове књиге показују добре и зле стране Давида, његову љубав, пријатељство и верност, али и његове сумње, оклевање, гнев и тешку кривицу. Ово је без примера у причама о краљевима за то време.

## Давид у научној историји
Археолошких доказа о Давиду и његовој владавини још нема, што говори да Давидова владавина и сина му Соломона, ако је постојала, није била оних размера са којом се показивала у каснијим генерацијама, то јест идеализовано царство и велесила од реке Еуфрата до црвеног мора. Из египатске и асирске перспективе Давид је био најпре један мали, локални владар, ретко вредан веће пажње. У време Давидово Јерусалим је бројао можда око 1.500 житеља, те је у односу на метрополе у Египту и Месопотамији био мали градић. Са друге стране мора да се узме у обзир да су израелска племена, уколико је Давидова владавина заиста постојала, били тек у транзицији из сточарских, донегде бедуинских племена без већих насеља у једно државотворно друштво. Колико је једно такво друштво у поменутој културној, државној и социјалној транзицији било способно да створи државу оних размера која се описују у каснијим предањима и да остави јасне трагове је дакле знак питања. За библијско гледиште Давидова и Соломонова владавина представљају идеалну државу, моћна и слободна, способна да се одбрани својих непријатеља. Саме књиге Самуилове добиле су свој коначан изглед вероватно за време краља Јосије у 7. веку п. н. е., три века после Давида. Давид је у то време већ био идеализовани краљ, краљ Јосија из дома Давидовог, тако да је са научноисторисјке перспективе тешко оценити колико преносе истинити извештај а колико митове о једном легендарном краљу. Поједини историчари сумњају да је Давид уопште постојао и да припада легенди као што један Агамемнон. У античком граду Мари у северној Месопотамији пронађен је натпис давидум за војсковођу. Ово може да буде у вези са Давидом тиме да Давид није био лично име већ војни назив, а можда и није (пример српски Драго или Драган и латински „драко“ или турски „драгоман“). Тренутно најранији писани документи о Давиду потичу из 9. века п. н. е., у натпису из Тел Дана. Своје порекло на Давида су поред јеврејских краљева водили исто јерменски и грузијски краљеви раног средњег века.

## Давидова звезда
Супротно општем мишљењу, Давидова звезда је настала у 13. веку (по другима у 9. веку), прво као амајлија, да би касније постао симбол и грб Јевреја. Именовање по Давиду наговештава да је и Давид користио тај симбол.